# Hudimesnil
Hudimesnil est une commune française, située dans le département de la Manche en région Normandie, peuplée de 926 habitants.

## Géographie
| Chanteloup                                | Chanteloup            | Cérences                              |
| Coudeville-sur-Mer                        | Hudimesnil            | Le Loreur                             |
| Coudeville-sur-Mer, Saint-Jean-des-Champs | Saint-Jean-des-Champs | Le Loreur, Saint-Sauveur-la-Pommeraye |

### Hydrographie
La commune est située dans le bassin Seine-Normandie. Elle est drainée par le ruisseau du Boscq, la Vanlée, le ruisseau de la Chaussee, le cours d'eau 01 de la Mare de Guelle, le cours d'eau 02 de la Banserie, le cours d'eau 02 de la Petite Vallée, le cours d'eau 03 de la commune d'Hudimesnil, le fossé 01 de la Banserie, le fossé 01 du Vieux Castillon, le fossé 02 de la Mare de Guelle, le ruisseau de la Chaussée et divers autres petits cours d'eau,.
Le ruisseau du Boscq, d'une longueur de 18 km, prend sa source dans la commune de La Meurdraquière et se jette  dans le golfe de Saint-Malo à Granville, après avoir traversé douze communes. 
La Vanlée, d'une longueur de 16 km, prend sa source dans la commune  et se jette  dans le golfe de Saint-Malo à Bréhal, après avoir traversé quatre communes. 

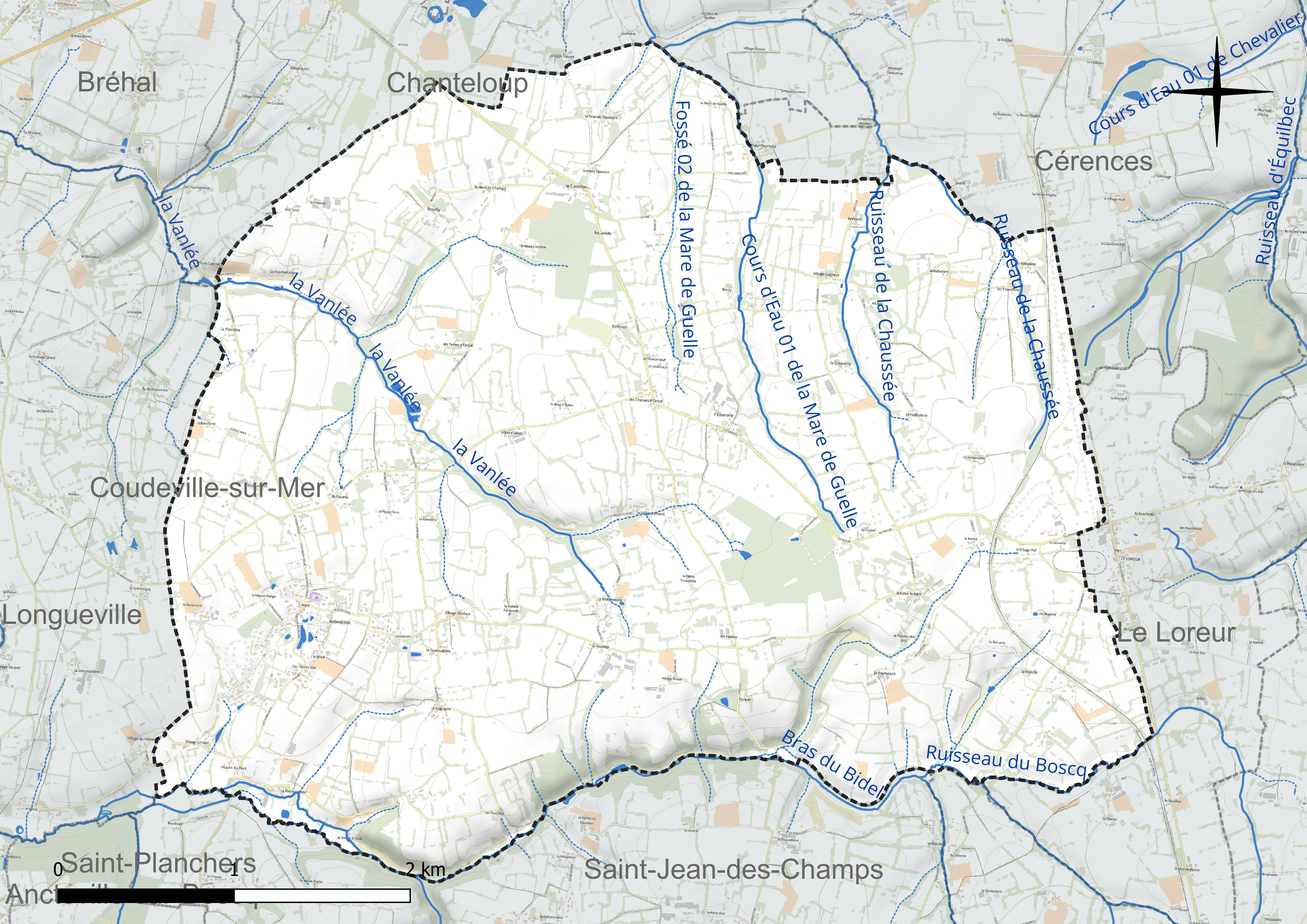
Réseau hydrographique d'Hudimesnil.

### Climat
Pour des articles plus généraux, voir Climat de la Normandie et Climat de la Manche.
En 2010, le climat de la commune est de type climat océanique franc, selon une étude du CNRS s'appuyant sur une série de données couvrant la période 1971-2000. En 2020, Météo-France publie une typologie des climats de la France métropolitaine dans laquelle la commune est exposée à un climat océanique et est dans la région climatique « Normandie (Cotentin, Orne) » et « Bretagne orientale et méridionale, Pays nantais, Vendée »0. Parallèlement le GIEC normand, un groupe régional d’experts sur le climat, différencie quant à lui, dans une étude de 2020, trois grands types de climats pour la région Normandie, nuancés à une échelle plus fine par les facteurs géographiques locaux. La commune est, selon ce zonage, exposée à un « climat maritime », correspondant au Cotentin et à l'ouest du département de la Manche, frais, humide et pluvieux, où les contrastes pluviométrique et thermique sont parfois très prononcés en quelques kilomètres quand le relief est marqué.
Pour la période 1971-2000, la température annuelle moyenne est de 11 °C, avec une amplitude thermique annuelle de 11,8 °C. Le cumul annuel moyen de précipitations est de 952 mm, avec 14 jours de précipitations en janvier et 8,7 jours en juillet. Pour la période 1991-2020, la température moyenne annuelle observée sur la station météorologique la plus proche, située sur la commune de Longueville à 4 km à vol d'oiseau, est de 11,9 °C et le cumul annuel moyen de précipitations est de 802,4 mm,. Pour l'avenir, les paramètres climatiques de la commune estimés pour 2050 selon différents scénarios d’émission de gaz à effet de serre sont consultables sur un site dédié publié par Météo-France en novembre 2022.

## Urbanisme

### Typologie
Au 1er janvier 2024, Hudimesnil est catégorisée commune rurale à habitat dispersé, selon la nouvelle grille communale de densité à sept niveaux définie par l'Insee en 2022.
Elle est située hors unité urbaine. Par ailleurs la commune fait partie de l'aire d'attraction de Granville, dont elle est une commune de la couronne,. Cette aire, qui regroupe 34 communes, est catégorisée dans les aires de moins de 50 000 habitants,.

### Occupation des sols
L'occupation des sols de la commune, telle qu'elle ressort de la base de données européenne d’occupation biophysique des sols Corine Land Cover (CLC), est marquée par l'importance des territoires agricoles (92,9 % en 2018), en diminution par rapport à 1990 (94,1 %). La répartition détaillée en 2018 est la suivante : prairies (61,7 %), terres arables (24 %), zones agricoles hétérogènes (7,2 %), forêts (3,9 %), zones urbanisées (2 %), espaces verts artificialisés, non agricoles (1,2 %). L'évolution de l’occupation des sols de la commune et de ses infrastructures peut être observée sur les différentes représentations cartographiques du territoire : la carte de Cassini (XVIIIe siècle), la carte d'état-major (1820-1866) et les cartes ou photos aériennes de l'IGN pour la période actuelle (1950 à aujourd'hui).

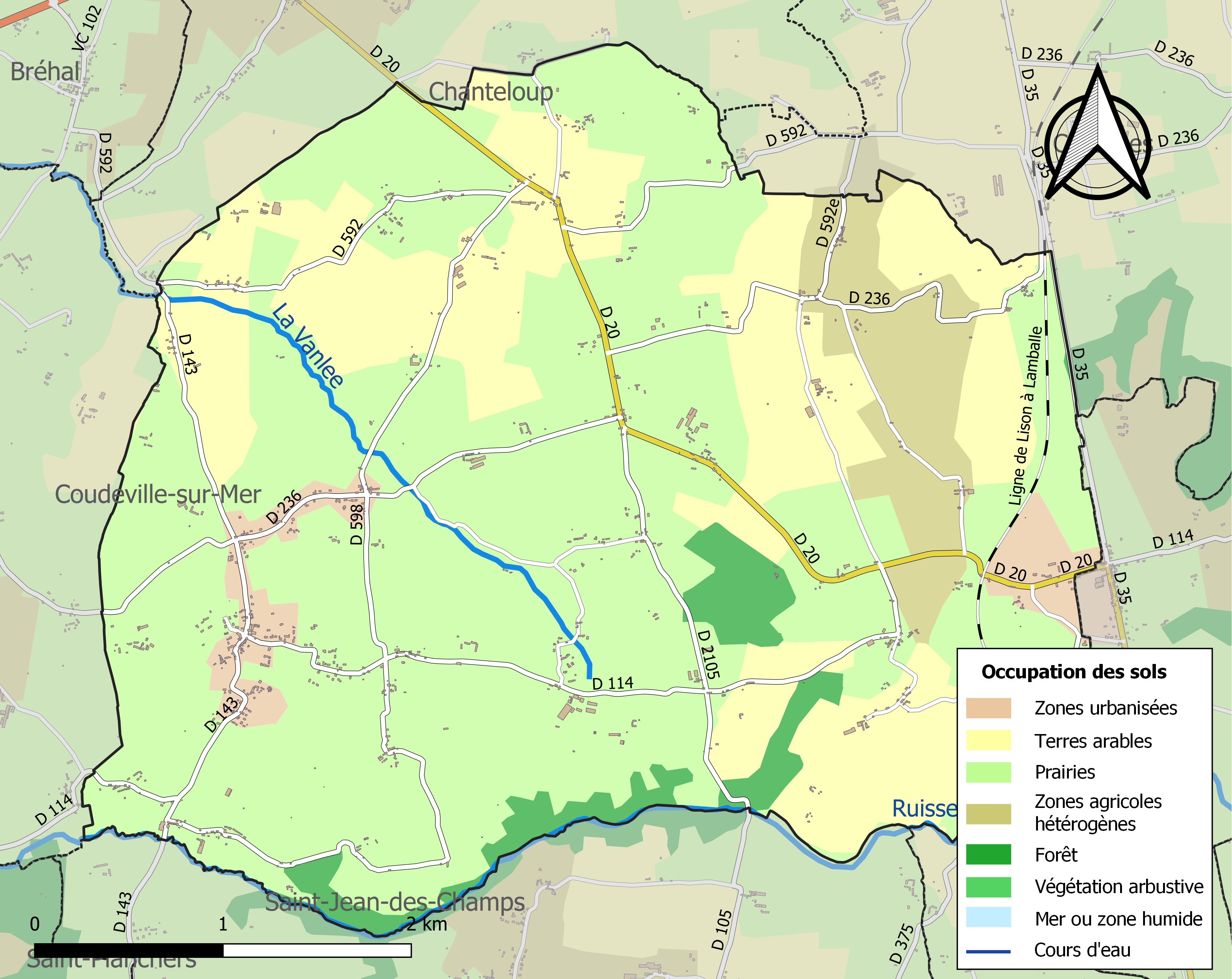
Carte des infrastructures et de l'occupation des sols de la commune en 2018 (CLC).

## Toponymie
Le nom de la localité est attesté sous les formes Helduinmesnil en 1162, Heudouimesnil en 1163, Heudoinmesnillum sans date.
Le mesnil d'Hildwinus, nom de personne germanique dont dérive le nom de famille Hédouin demeuré en usage dans le centre de la Manche (Fichier Lechanteur). À noter aussi le Hamel-Hédouin à Dragey-Ronthon, commune voisine d'Hudimesnil.
Le gentilé est Hudimesnillais.

## Histoire
Le village aurait été fondé par le comte Eudes.
Les traces les plus anciennes du nom remontent au XIe siècle alors que Hudimesnil appartient à Raoul de Fougères, donation qui lui a été faite par Guillaume le Conquérant en remerciement pour sa participation à la bataille de Hastings en 1066.
La seigneurie relevait du comté de Mortain.

## Politique et administration

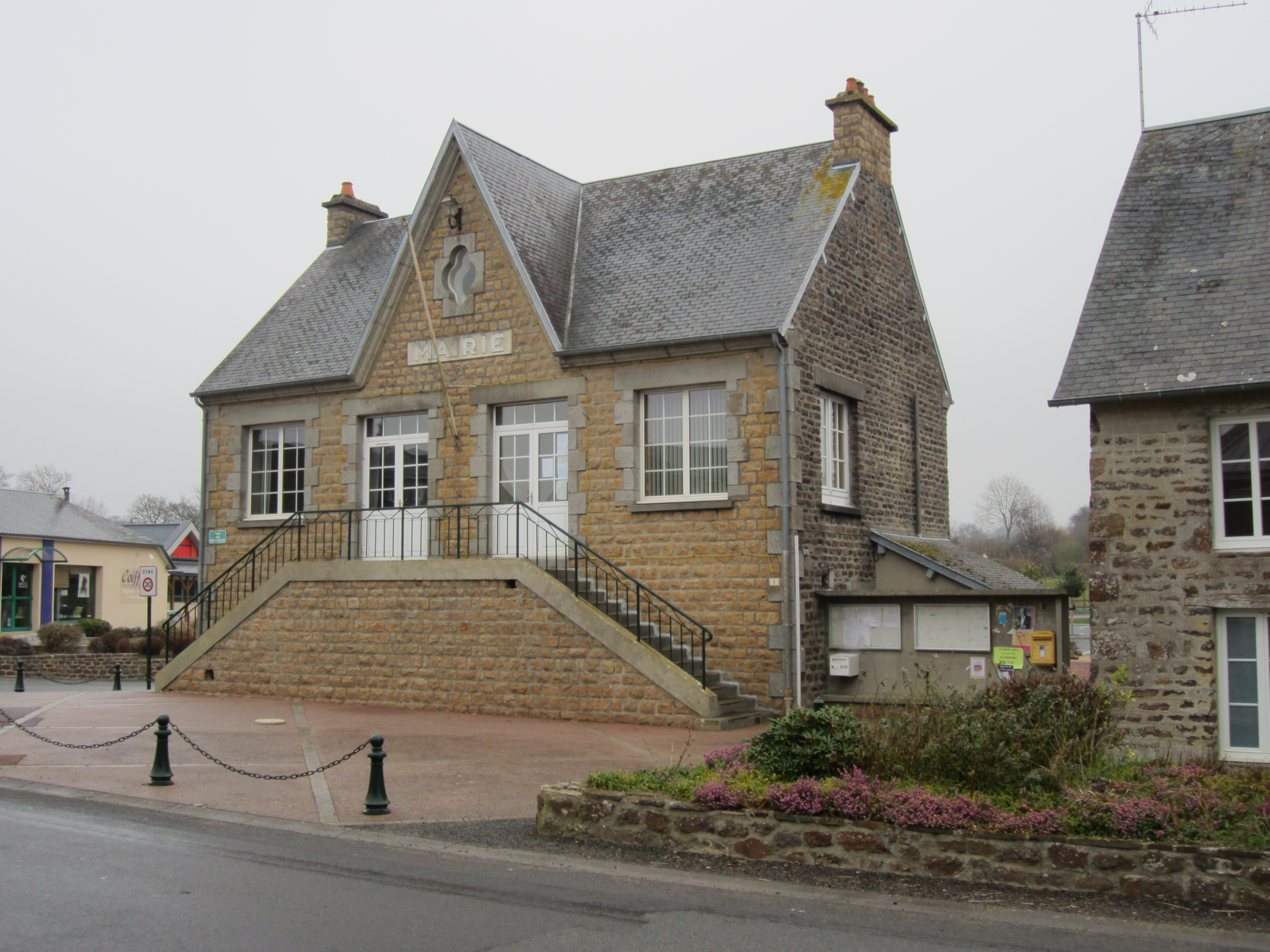
La mairie.

Le conseil municipal est composé de quinze membres dont le maire et deux adjoints.

## Démographie
L'évolution du nombre d'habitants est connue à travers les recensements de la population effectués dans la commune depuis 1793. Pour les communes de moins de 10 000 habitants, une enquête de recensement portant sur toute la population est réalisée tous les cinq ans, les populations de référence des années intermédiaires étant quant à elles estimées par interpolation ou extrapolation. Pour la commune, le premier recensement exhaustif entrant dans le cadre du nouveau dispositif a été réalisé en 2006.
En 2022, la commune comptait 926 habitants, en évolution de +5,23 % par rapport à 2016 (Manche : −0,31 %, France hors Mayotte : +2,11 %).
Hudimesnil a compté jusqu'à 1 869 habitants en 1800.
| 1793  | 1800  | 1806  | 1821  | 1831  | 1836  | 1841  | 1846  | 1851  |
| ----- | ----- | ----- | ----- | ----- | ----- | ----- | ----- | ----- |
| 1 715 | 1 869 | 1 740 | 1 730 | 1 612 | 1 560 | 1 543 | 1 542 | 1 482 |

| 1856  | 1861  | 1866  | 1872  | 1876  | 1881  | 1886  | 1891  | 1896  |
| ----- | ----- | ----- | ----- | ----- | ----- | ----- | ----- | ----- |
| 1 394 | 1 348 | 1 301 | 1 223 | 1 205 | 1 151 | 1 212 | 1 146 | 1 071 |

| 1901  | 1906  | 1911 | 1921 | 1926 | 1931 | 1936 | 1946 | 1954 |
| ----- | ----- | ---- | ---- | ---- | ---- | ---- | ---- | ---- |
| 1 009 | 1 005 | 984  | 812  | 813  | 802  | 763  | 784  | 815  |

| 1962 | 1968 | 1975 | 1982 | 1990 | 1999 | 2006 | 2011 | 2016 |
| ---- | ---- | ---- | ---- | ---- | ---- | ---- | ---- | ---- |
| 685  | 647  | 581  | 510  | 614  | 716  | 814  | 871  | 880  |

| 2021 | 2022 | - | - | - | - | - | - | - |
| ---- | ---- | - | - | - | - | - | - | - |
| 920  | 926  | - | - | - | - | - | - | - |

## Culture locale et patrimoine

### Lieux et monuments

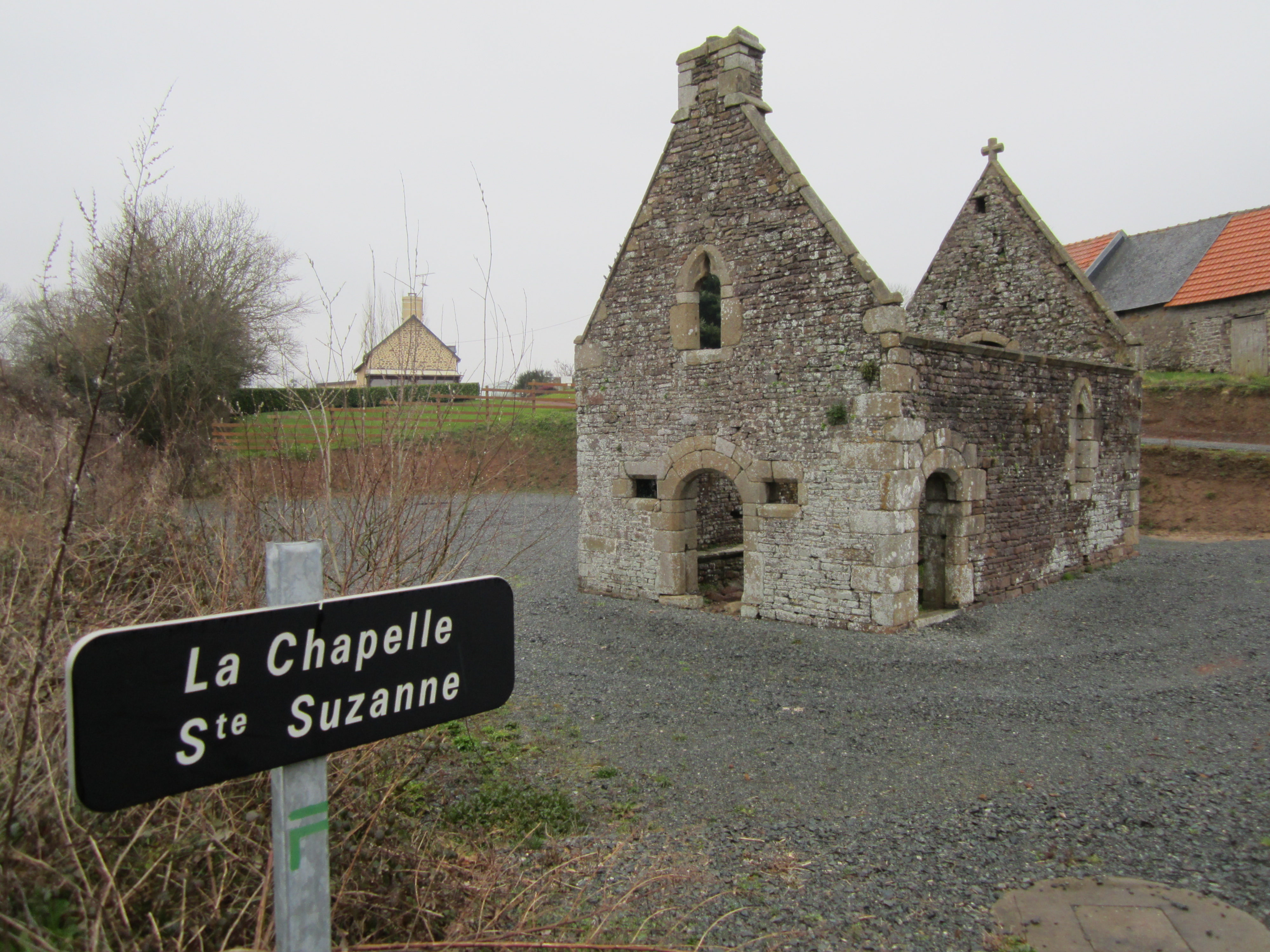
La chapelle Sainte-Suzanne.

- La chapelle Sainte-Suzanne (XVIe siècle). La chapelle, consacrée entre 1499 et 1506, est située entre le Moulin-du-Pont et les Tourelles.
- Ancien moulin à grain, au bord du Boscq au Moulin-du-Pont, dont la grande roue à aubes en bois tourne encore[35].
- Église Notre-Dame (XVe – XIXe siècles). L'église avec son chœur et clocher à parapet défensifs (XVe), et nef reconstruite en 1837, dépend de la paroisse Notre-Dame-de-l'Espérance du doyenné du Pays de Granville-Villedieu[36]. Elle abrite une Vierge à l'Enfant (XVIIe), une chaire à prêcher (XVIIIe), et un calice de l'orfèvre Porcher (XVIIIe) classé en 1999 au titre objet aux monuments historiques[37].
- Vieille croix de granit près de l'église.
- Demeures anciennes du XVe au XVIIIe siècle bâties en grison comme l'église.
- Monument en reconnaissance de la libération du village le 31 juillet 1944.

### Activité et manifestations

#### Jumelages
Hudimesnil est jumelée avec Thornford, Dorset (Angleterre).

#### Manifestation
- Fête de la Sainte-Croix, fin août.

### Personnalités liées à la commune
- Louis Bourey (1685-1757), prêtre, janséniste, relégué par lettre de cachet par Louis XIV à Hudimesnil[35].
- Blanche Maupas, née Herpin (Hudimesnil 28 novembre 1883 - Avranches 24 septembre 1962). Elle épouse à Bréhal le 30 juillet 1907 Théophile Maupas, son ancien instituteur. Il est l'un des quatre caporaux qui ont été fusillés à Souain le 17 mars 1915. Institutrice, son opiniâtre combat pour la réhabilitation des fusillés pour l'exemple a notamment inspiré le téléfilm Blanche Maupas en 2009.
- André Delaby (Paris 1900 - Hudimesnil 1990), personnalité religieuse de la Manche, notamment curé de Chausey[38].
- Geneviève Gambillon (Hudimesnil 1951 - ), double championne du monde de cyclisme sur route en 1972 et en 1974.